# Dracaena lancea
Dracaena lancea är en sparrisväxtart som beskrevs av Carl Peter Thunberg och Dalm. Dracaena lancea ingår i släktet dracenor, och familjen sparrisväxter. Inga underarter finns listade i Catalogue of Life.